# WTA-toernooi van Modena
Het WTA-toernooi van Modena was een eenmalig tennistoernooi voor vrouwen dat van 11 tot en met 17 juli 2005 plaatsvond op gravel in de Italiaanse plaats Modena. De officiële naam van het toernooi was Internazionali di Modena.
De WTA organiseerde het toernooi dat in de categorie "Tier IV" viel.
Er werd door 32 deelneemsters gestreden om de titel in het enkelspel, en door 16 paren om de dubbeltitel. Aan het kwalificatietoernooi voor het enkelspel namen 32 speelsters deel, met vier plaatsen in het hoofdtoernooi te vergeven.

## Finales

### Enkelspel
| datum†     | winnares       | tegenstandster  | score       |
| ---------- | -------------- | --------------- | ----------- |
| 2005-07-11 | Anna Smashnova | Tathiana Garbin | 63-60, opg. |

† De datum komt overeen met de eerste toernooidag.

### Dubbelspel
| jaar | winnaressen                              | tegenstandsters                         | score    |
| ---- | ---------------------------------------- | --------------------------------------- | -------- |
| 2005 | Joelija Bejhelzymer Mervana Jugić-Salkić | Gabriela Navrátilová Michaela Paštiková | 6-2, 6-0 |

## Trivia
- Op dezelfde locatie vond van 1998–2004 een jaarlijks graveltoernooi onder auspiciën van de ITF plaats.

## Bron
- (en)  Toernooischema WTA

ITF-toernooien (mannen en vrouwen)

ATP-toernooien (mannen) – ATP-seizoen 2025

WTA-toernooien (vrouwen) – WTA-seizoen 2025

Voormalige toernooien mannen
Voormalige toernooien vrouwen
Voormalige amateurtoernooien